# Dennis Burkley

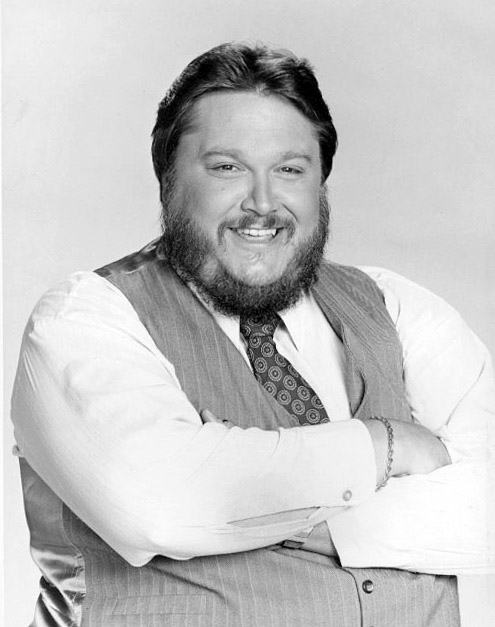
Dennis Burkley

Dennis Henry Burkley (Los Angeles, 10 september 1945 – Sherman Oaks, 14 juli 2013) was een Amerikaans acteur die in veel films en televisieseries speelde. Hij speelde trucker, bandiet, barman, boer, rover, bakker en nog veel meer. Ook was hij stemacteur.
Burkley groeide op in het Texaanse Grand Prairie en haalde zijn bachelor diploma aan de Texas Christian University.
Door zijn postuur, Zuidelijke accent en baard viel hij al snel in de smaak bij filmmakers en rolverdelers. Hij speelde Cal, de partner van Fred G. Sanford in de televisieserie Sanford and Son, en hij werd ook bekend als Dozer, een motorrijder in Mask. Als stemacteur is hij het bekendst van de animatieserie King of the Hill.
In 2005 regisseerde en schreef hij de film Repetition. 
Burkley overleed op 67-jarige leeftijd in zijn slaap in zijn huis.

## Filmografie (selectie)

### Televisie
- Starsky & Hutch (1976)
- Family (1976)
- McCloud (1976)
- The Call of the Wild (1976 televisiefilm)
- The Rockford Files (1976–1979)
- Maude (1976, 1978)
- Quincy (1977)
- Mary Hartman, Mary Hartman (1977–1978)
- Baretta (1978)
- Hanging In (1979)
- The Dukes of Hazzard (1980)
- Sanford (1980–1981)
- The Greatest American Hero (1981)
- Gimme a Break (1982)
- Hill Street Blues (1983)
- Who's the Boss? (1986, 1989)
- Four Eyes and Six Guns (1992) (televisiefilm)
- NYPD Blue (1996)
- King of the Hill (1997–2010), stem: Principal Moss
- The Drew Carey Show (2001)
- ER (televisieserie)
- My Name is Earl (2005–2008)

### Films
- Stay Hungry (1976)
- Heroes (1977)
- Laserblast (1978)
- Mask (1985)
- Stewardess School (1986)
- Dead or Alive (1987)
- Who's That Girl (film) (1987)
- An Innocent Man (1989)
- The Doors (film) (1991)
- Beyond the Law (1992)
- Stop! Or My Mom Will Shoot (1992)
- Sidekicks (1992)
- Tin Cup (1996)
- Fathers' Day (1997)
- Con Air (1997)
- Possums (1998)
- Pauly Shore Is Dead (2003)
- Hollywood Homicide (2003)